# Elizeu Araújo de Melo Batista
Elizeu Araújo de Melo Batista, meglio noto come Elizeu (Recife, 28 maggio 1989), è un calciatore brasiliano, centrocampista del Tapajós.

## Carriera
Ha giocato nella massima serie dei campionati brasiliano, portoghese, thailandese e malese.